# Uzi Narkiss
Uzi Narkiss, né à Jérusalem le 6 janvier 1925 et décédé dans la même ville le 17 décembre 1997  (en hébreu : עוזי  נרקיס), est un général de  division de l'armée israélienne, ayant pris part à la conquête partielle de Jérusalem en  mai 1948 lors de la guerre d'indépendance . Il prend toute la zone de Jérusalem-Est, conquise en juin 1948 par la Légion arabe jordanienne, en tant que commandant du front Centre, à la tête de la 55e brigade d'infanterie parachutiste entre le 5 et le 7 juin 1967 pendant la guerre des Six Jours. Après avoir quitté l'armée israélienne, en tant que commandant de district et général de division en 1968, il devient un des directeurs de l'Agence juive pendant vingt et un ans, chargé de la plus importante direction, celle de l'immigration : Alyah. 

## Biographie
Né de parents d'origine polonaise, Uzi Narkiss étudie au lycée hébraïque à Réhavia. Ses premiers souvenirs de petit enfant sont liés aux émeutes arabes de 1929, lorsque lui et sa famille doivent fuir et trouver refuge dans la ville de Jérusalem.

### Carrière militaire
Sa carrière militaire en tant que combattant du Palmach commence à seize ans en 1941 quand il s'engage dans cette structure la plus combative de la Haganah et se poursuit ensuite au sein de la jeune armée israélienne (Tsahal), dès sa création officielle le 26 mai 1948.  

En juin 1948, il est un des premiers officiers subalternes de l'armée israélienne nouvellement créée par le gouvernement de l'État juif par l'ordonnance no 6 du 26 mai 1948 réunissant d'abord les anciens membres de la Haganah et du Palmach, puis  les anciens membres des commandos de  l'Irgoun et du Lehi (ou " sternistes ", anciens du groupe Stern, qui fut une scission en fin 1940 et début 1941 de l'Irgoun). Il est ensuite promu officier supérieur en 1955 puis général de brigade en 1965. Il a été très actif au sein des unités d'action et de combat de la Haganah, notamment les commandos de choc que furent le Palmach, ancêtres de l'armée israélienne. Lors de sa constitution et dans les années suivantes, Uzi Narkiss se voue entièrement à transformer et à organiser la nouvelle armée de l'État juif, Tsahal. 

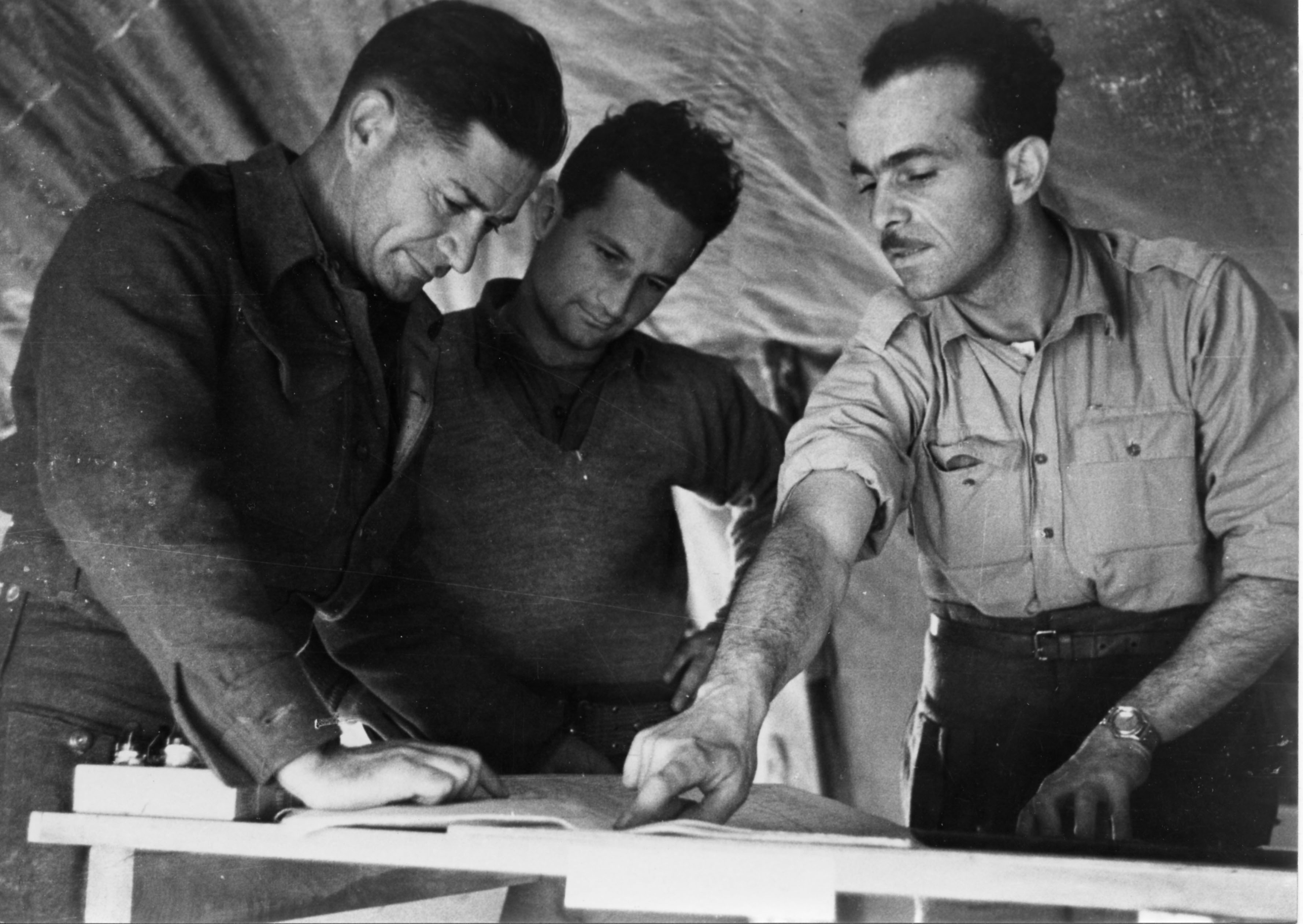
Uzi Narkiss, entouré de Moshe Zeiri (droite) et de Nahum Sarig (gauche), planifie l'opération Horev en 1948.

#### Guerre d'indépendance de 1948
À la fin d'avril 1948, Uzi Narkiss mène le combat dans le quartier de Qatamon à Jérusalem à la tête du 4e bataillon de la brigade Harel et s'empare du point stratégique qu'est le monastère grec orthodoxe Saint Siméon. En mai 1948, il est également responsable de l'aide à la population juive assiégée au sein de la vieille ville de Jérusalem. Lui et son bataillon prennent possession de  la Porte de Sion de la Vieille Ville et permettent notamment l'approvisionnement de la population juive assiégée, ainsi que l'évacuation des blessés dans l'attente d'un assaut global. Avec le retard des forces juives qui étaient attendues en tant que renfort, Uzi Narkiss ordonne, à contre cœur, le retrait de ses forces de la Vieille Ville. Après son départ, le secteur oriental de la  ville de Jérusalem est conquise par les membres de la Légion Arabe Jordanienne.
Dans les premières années de l'État d'Israël, Uzi Narkiss passe plusieurs années en France. Il est notamment stagiaire étranger à l'École supérieure de guerre, puis, au grade de colonel, il est nommé attaché militaire d'Israël en France après 1959. Il reçoit la Légion d'honneur à la fin de son séjour en France. Après son départ de France, il continue sa carrière  en tant que colonel au sein de l'état-Major de Tsahal et accède au rang d'officier général de brigade en 1965. 
En 1965, se crée alors  l'Israël National Defense College, équivalent de l'École supérieure de guerre française. Uzi Narkiss en est le premier directeur en 1965 et 1966. Il quitte le service actif en 1968, en tant que général de division, après avoir passé deux ans comme commandant du district Centre.

#### Guerre des Six Jours

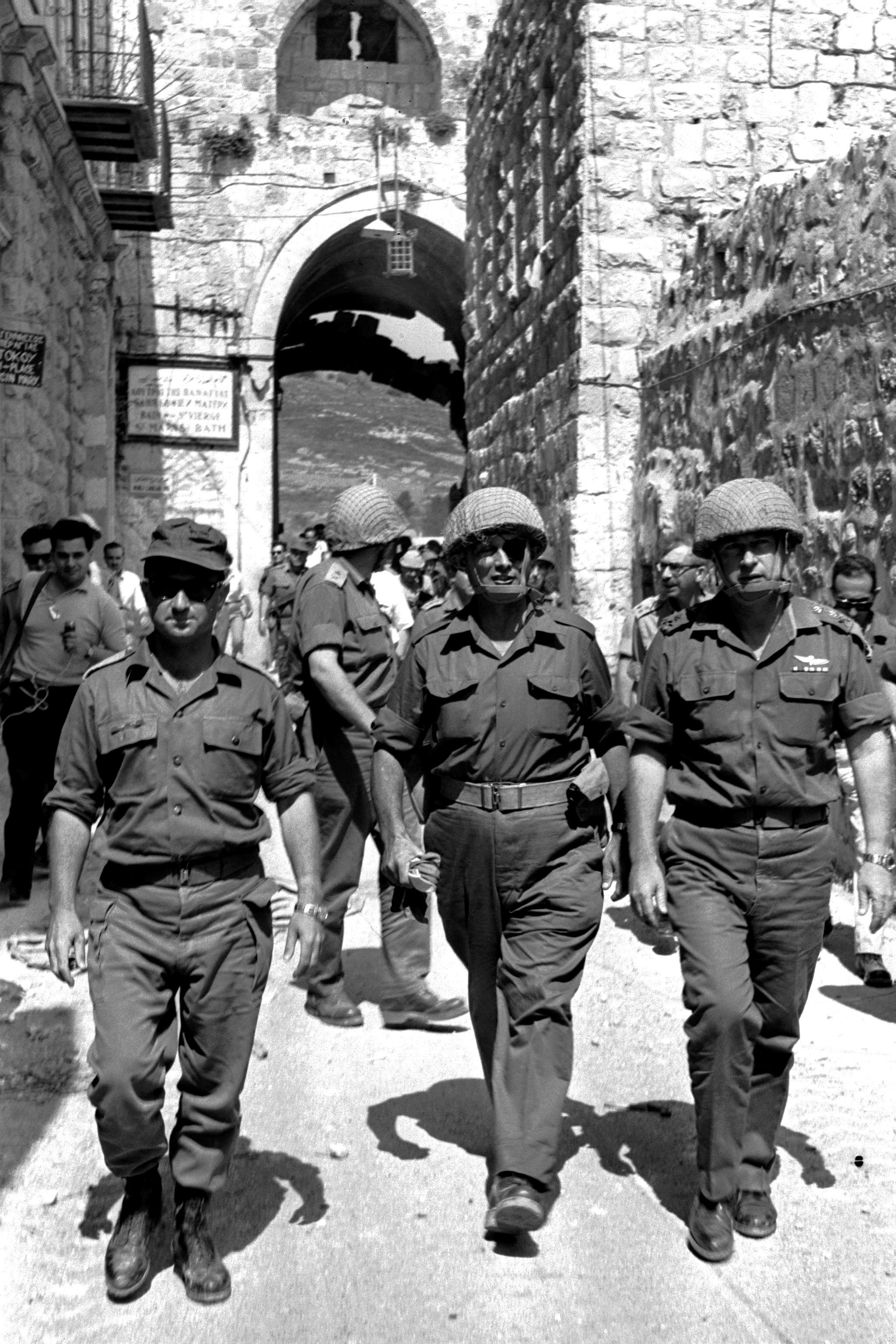
Le général Uzi Narkiss (à gauche), le ministre de la Défense Moshe Dayan (au centre) et le général, chef d'état-major, Yitzhak Rabin, à Jérusalem, le 7 juin 1967, dans l'après-midi, près de la porte des Lions, après la conquête de Jérusalem-Est, par l'armée israélienne.

En juin 1967, Uzi Narkiss est commandant des forces israéliennes sur le front Centre, face aux forces jordaniennes. Il a sept brigades sous sa responsabilité. Bien que la conquête de Jérusalem-Est et de la Vieille Ville, sous contrôle jordanien depuis mai 1948, ne soit pas au départ prévue dans le plan de bataille, il décide d'investir Jérusalem Est, après le commencement de la guerre des Six Jours. Avec la 55e brigade de parachutistes, il s'empare en un jour et demi de la totalité de Jérusalem Est, soit environ 6 kilomètres carrés tenus jusque là par les Jordaniens depuis la fin du mois de mai 1948.  
La célèbre photo d'Uzi Narkiss entrant dans la Vieille Ville par la Porte des Lions, au côté de Moshe Dayan et Yitzhak Rabin, le 7 juin 1967, est l'une des principales sources historiques utilisées pour évoquer son souvenir. Son action représente, d'après lui, une revanche historique vieille de 19 ans, au moment où il avait dû quitter le secteur oriental de la ville, fin mai 1948.
Enfant, Uzi Narkiss et ses amis se rendaient chaque shabbat au Mur des Lamentations (ou Kotel en hébreu romanisé), ce qui tenait moins d'un souci religieux que d'une forme de sentiment national. Uzi Narkiss l'évoque dans une interview qu'il accorde quelque temps avant sa disparition. 
Uzi Narkiss quitte l'armée de terre israélienne en 1968 avec le grade d'aluf, équivalent du grade de général de division.  
Il devient durant plus de vingt ans l'un des directeurs de l'Agence juive, en charge de l'Alya et de l'absorption, la plus importante des directions.   
Il est aussi auteur d'ouvrages sur ses souvenirs relatifs à Jérusalem. 
Uzi Narkiss meurt à Jérusalem à l'âge de 72 ans et repose en tant qu'officier général au cimetière national du mont Herzl. Il laisse sa femme Esther, un fils, deux filles et neuf petits-enfants.

### Prix Uzi Narkiss
En France le Prix Uzi Narkiss décerné par l'ADELMAD, l'association des élus français amis d’Israël, récompense un député, un sénateur ou un maire pour ses actions menées en faveur d’Israël.